# スウェーデンサッカー選手権1900
スヴェンスカ・メスタシュコーペット・イ・フットボール 1900 は、第5回目のスウェーデンサッカー選手権である。AIKが初優勝を決めた。四連覇中のオルグリーテISは初めて優勝を逃し、AIKは二度目の決勝で初優勝を遂げた。

## 決勝
| AIK                 | 1–0      | オルグリーテIS |
| ------------------- | -------- | -------------- |
| Gunnar Franzén 51分 | レポート |                |